# Língua de sinais croata
A Língua de Sinais Croata (em Portugal: Língua Gestual Croata)</ref>) é a língua de sinais (pt: língua gestual) usada pela comunidade surda da Croácia.